# Acanthurus sohal
Espèce
Synonymes
- Acanthurus carinatus Bloch & Schneider, 1801[1]
- Aspisurus sohar (Forsskål, 1775)[1]
- Chaetodon sohal Forsskål, 1775[1]
- Chaetodon sohar (Forsskål, 1775)[1]
- Choetodon sohab (Forsskål, 1775)[1]
- Ctenodon ruppelii Swainson, 1839[1]
- Hepatus sohal[1]

Statut de conservation UICN

 LC  : Préoccupation mineure
Acanthurus sohal, communément appelé Poisson-chirurgien zébré, est une espèce de poissons de la famille des Acanthuridae.

## Description et caractéristiques
Sa taille maximale connue est de 40 cm mais n'excède pas les 20 cm en aquarium. Cette espèce est très territoriale et ne partage pas souvent son platier avec d'autres poissons brouteurs d'algues.

## Habitat et répartition
C'est un poisson des récifs coralliens, que l'on trouve notamment sur les tombants récifaux agités, entre la surface et 50 m de profondeur. Il est principalement répandu en mer Rouge et autour de la péninsule arabique, mais on le retrouve parfois aussi jusqu'à La Réunion.

## Au Zoo
En décembre 2014, l'Aquarium du palais de la Porte Dorée détenait un spécimen d’Acanthurus sohal présenté au public. Il était maintenu dans une grande cuve de poissons d'eau de mer et en compagnie d'autres espèces de provenance similaire. Il est aisément observable lors d'une promenade dans l'aquarium.

## Photos

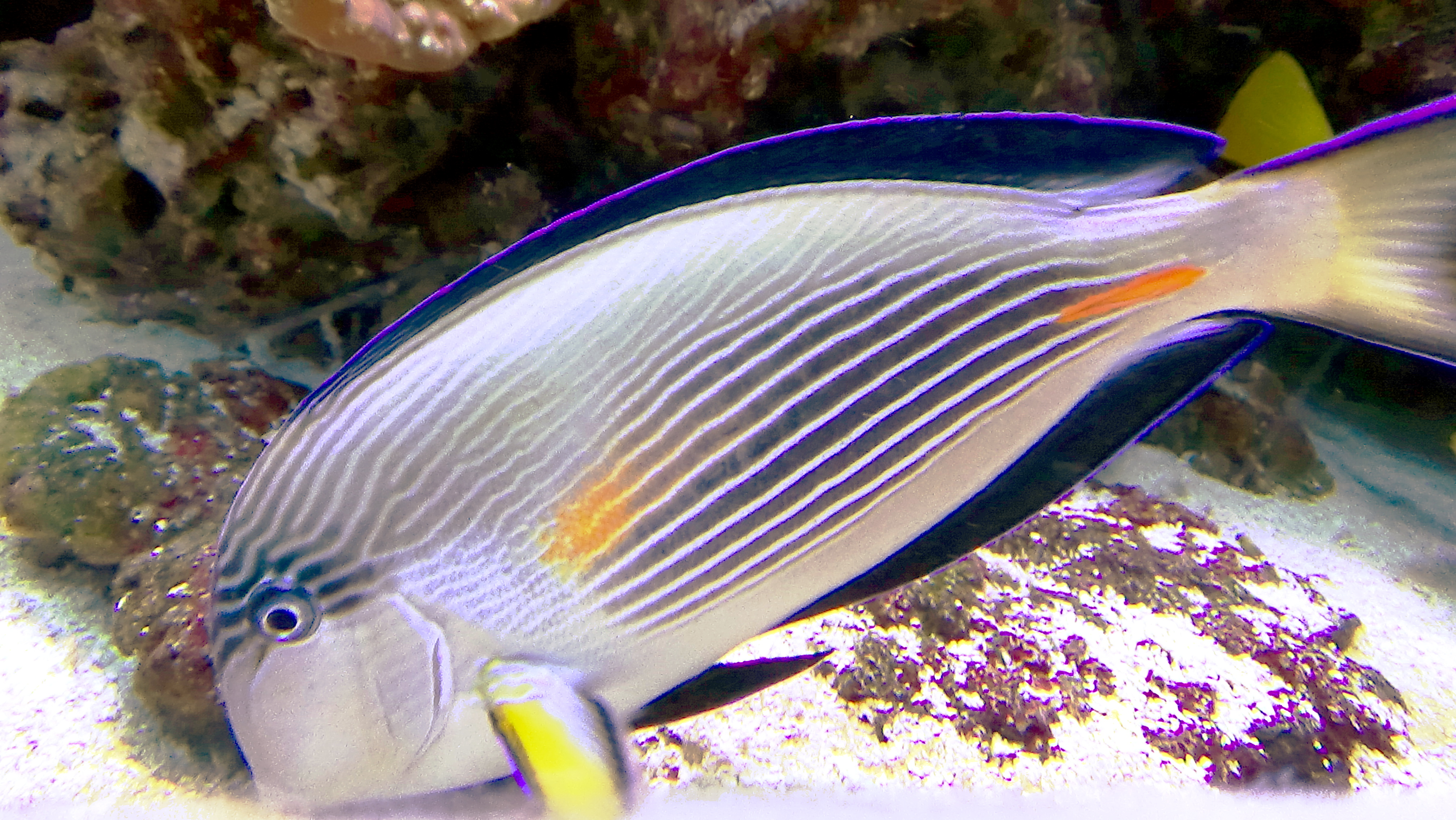
À l'aquarium de la Porte Dorée.
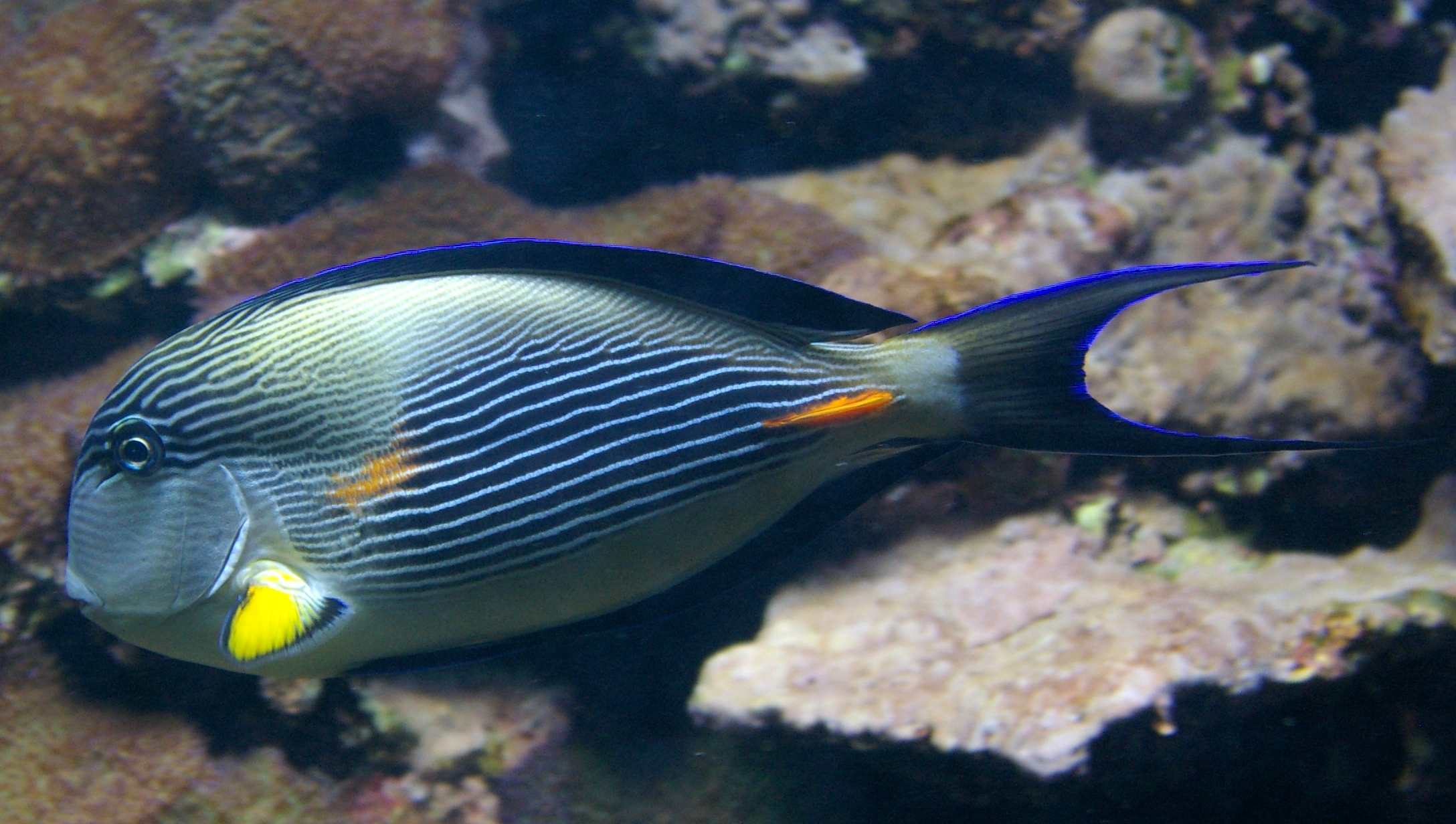
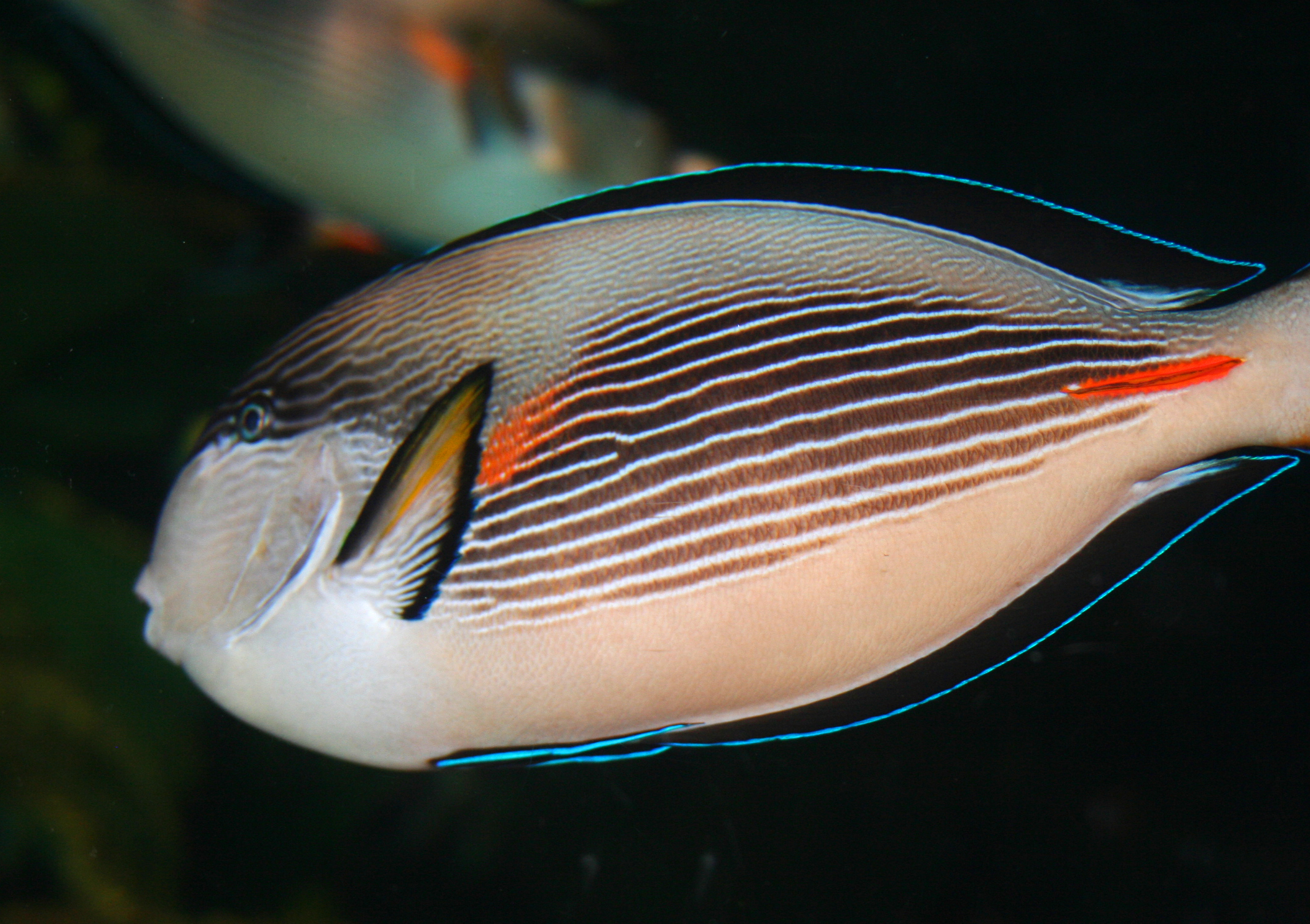
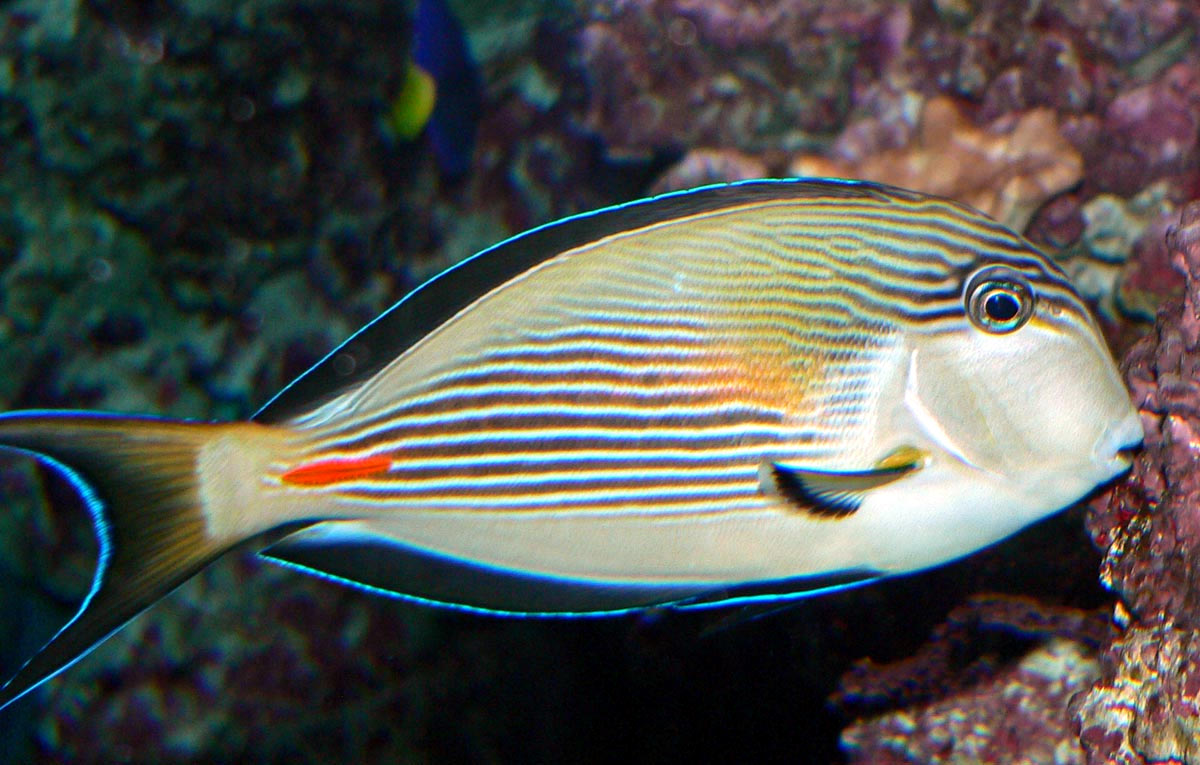
Individu au Birch Aquarium (en).